# گنبد ساپورو

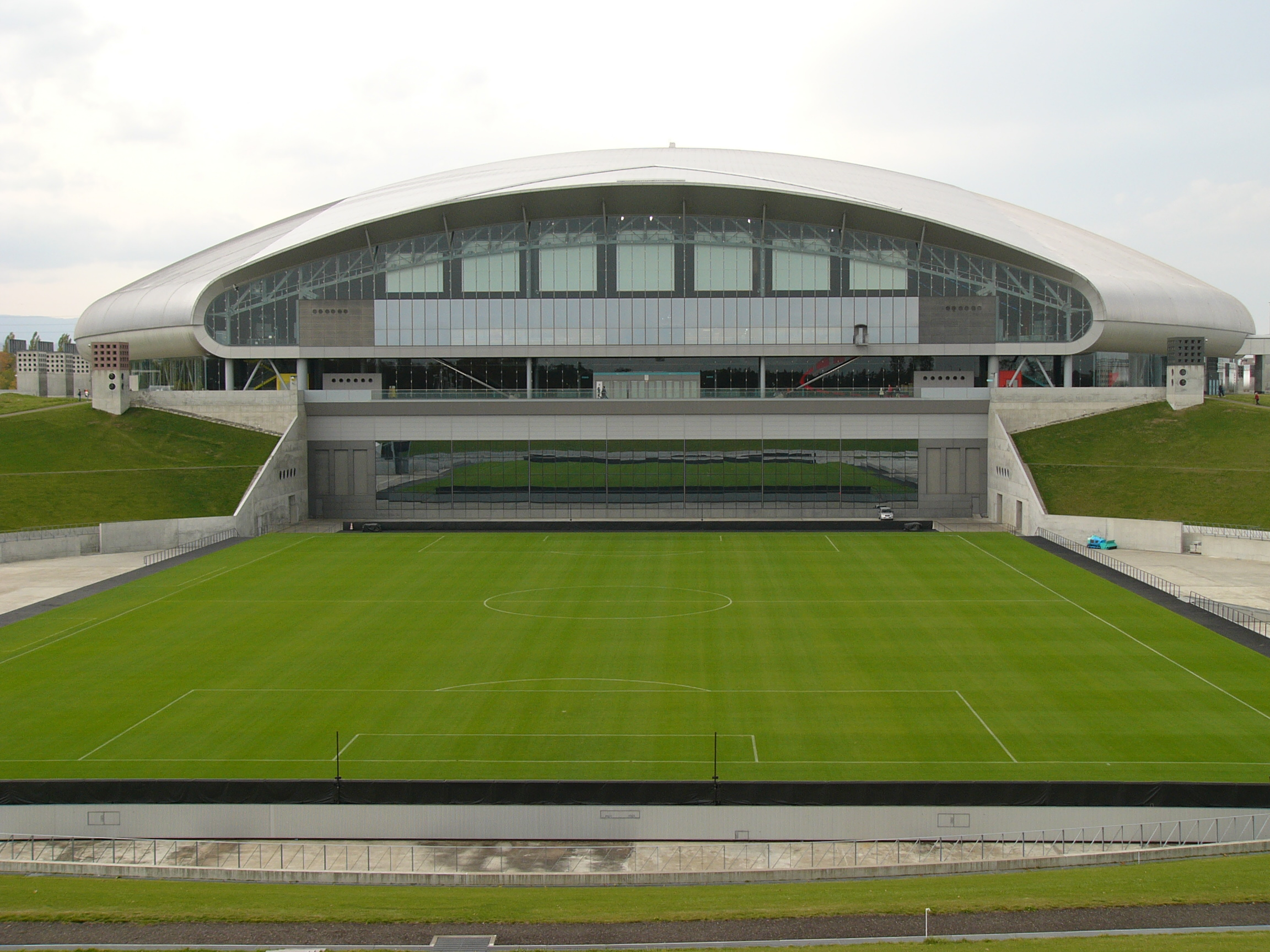

گنبد ساپورو (به ژاپنی: 札幌ドーム, Sapporo Dōmu) نام ورزشگاه سرپوشیدهٔ ورزشی بزرگی در هوکایدو در شمال ژاپن است.
این ورزشگاه که برای بازیهای بیسبال و فوتبال استفاده می‌شود، ۵۴۰۰۰ نفر ظرفیت دارد و محل برگزاری ۳ بازی در جام جهانی فوتبال ۲۰۰۲ بود.این ورزشگاه میزبان بازی‌های خانگی باشگاه فوتبال کونسادول ساپورو در رقابت‌های جی‌لیگ است.